# مالك آيت عالية
مالك آيت عالية (مواليد 15 أغسطس 1977 في مولوز ، فرنسا ) هو لاعب كرة قدم جزائري دولي لعب كمدافع للعديد من الأندية الفرنسية والجانب الجزائري اتحاد الجزائر . 
في 24 أبريل 2003، ظهر آيت عالية لأول مرة مع المنتخب الجزائري في مباراة ودية انتهت بنتيجة 3-1 ضد منتخب مدغشقر. في 28 أبريل 2004، لعب مباراته الثانية، حيث بدأ بالخسارة 1-0 في مباراة ودية ضد منتخب الصين.
| منتخب الجزائر | منتخب الجزائر | منتخب الجزائر |
| سنة           | المباريات     | الأهداف       |
| ------------- | ------------- | ------------- |
| 2003          | 1             | 0             |
| 2004          | 1             | 0             |
| مجموع         | 2             | 0             |

## روابط خارجية
- مالك آيت عالية على موقع قاعدة بيانات كرة القدم.إي يو (الإنجليزية)
- مالك آيت عالية على موقع ناشيونال فوتبول تيمز (الإنجليزية)
- مالك آيت عالية على موقع Soccerway.com (الإنجليزية)
- مالك آيت عالية على موقع عالم كرة القدم.نت (الإنجليزية)
- مالك آيت عالية على موقع GSA (الإنجليزية)